# 牛乳屋テヴィエ

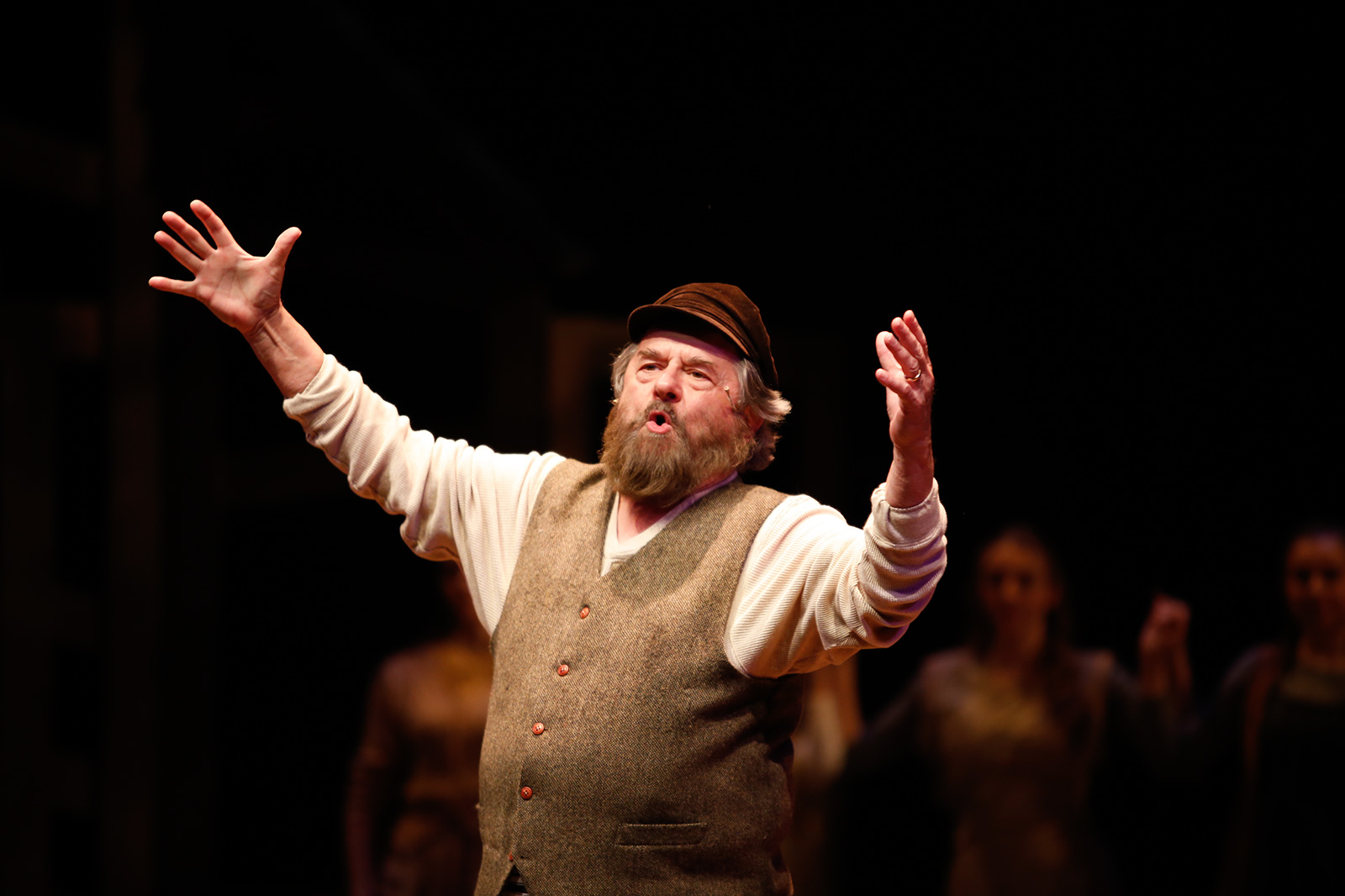
俳優が演じるテヴィエ

牛乳屋テヴィエ（イディッシュ語: טבֿיה דער מילכיקער 、 Tevye der milkhiker [ˈtɛvjə ˌdɛr ˈmilxikər] ）は、ショーレム・アレイヘムによる一連の短編小説と、この小説を原作とするさまざまな作品に登場する、語り手兼主人公である。物語はイディッシュ語で書かれ、1894年に最初に出版された。この小説を原作とする作品のうち最も有名なものは、1964年のミュージカル「屋根の上のバイオリン弾き」と、このミュージカルの1971年の映画版である。物語が設定されている村・ボヤベリク（「屋根の上のバイオリン弾き」ではアナテフカに改名）は、当時ロシア帝国領であったウクライナの町・ボヤルカに基づいている。
テヴィエは、ロシア帝国に住む敬虔なユダヤ人の牛乳配達人で 、家父長的な家長であるが、娘たちは親の意のままにならない。
テヴィエはアレーケムに家族の物語を伝える。7人の娘のうち6人（ベールケ、チャバ、ホーデル、シュプリンツェ、タイベレ、ツァイテル）の名前が挙げられており、そのうちの5人がテヴィエの物語での主役となっている。物語では彼の仕事、娘たちの恋物語と結婚、そしてロシア政府による彼らの村からのユダヤ人の追放について語られる。
テヴィエの物語は、舞台や映画に脚色されてきたが、ショーレム・アレイヘム自身によるイディッシュ語の脚本は書かれていない。モーリス・シュワルツによる最初の作品は、1919年に制作された。（シュワルツは20年後にこの劇に基づいて映画を作った。）ブロードウェイミュージカルは、アーノルド・パールが書いた「テヴィエと彼の娘たち」と呼ばれる戯曲に基づいている。イディッシュ語版（1939）、ヘブライ語版（1968）、英語版（1971）、ロシア語版（2017）の4回映画化されている。

## 名前
ヘブライ語でのテヴィエの名前はטוביההחולב、 Tuvya ha-cholev 、[ˈtuvja (h)aχoˈlev] 、テヴィエはトビアスのアシュケナージ発音である。

## バレエ映画
2018年、エルサレムバレエは、ロシアの振付師のイゴールメンシコフによる、テヴィエザデイリーマンとフィドラーオンザルーフの両方に基づいたバレエの映画化を発表した 。テヴィエはイスラエルのバレエダンサー、MeitarBassonによって演じられている 。

## 映画
- Broken Barriers (1919) with Maurice Schwartz as Tevye
- Tevya (1939) with Maurice Schwartz as Tevye
- Tevye and His Seven Daughters (Tuvia Vesheva Benotav) (1968, Israel/West Germany) with Shmuel Rodensky as Tevye
- Fiddler on the Roof (1971) with Chaim Topol as Tevye
- Tevye's Daughters (Myr vashomu domu! In Ukrainian: Мир Вашому дому!) (2017, Ukraine) with Evgeniy Knyazev as Tevye

## テレビ
- Tevye and His Seven Daughters (Tuvia Vesheva Benotav) (1962, West Germany) with Alfred Balthoff as Tevye
- Alta comedia: Tevié, el lechero (1965, Argentina)
- Teve-molochnik (1985, Soviet Union) with Mikhail Ulyanov as Tevye